# 二次形式
数学における二次形式（にじけいしき、英: quadratic form) は、いくつかの変数に関する次数が 2 の斉次多項式である。例えば、変数が 2 個の二次形式は
{\displaystyle ax^{2}+bxy+cy^{2}}
の形である。
x, y は変数。係数 a, b, c は内少なくとも 1 つは 0 でない。すなわち二次形式は非零多項式である。
二次形式は数学のいろいろな分野（数論、線型代数学、群論（直交群）、微分幾何学（リーマン計量）、微分位相幾何学（4次元多様体の交叉形式）、リー理論（キリング形式）など）で中心的な位置を占める概念である。

## 導入
二次形式は n-変数の斉二次多項式である。たとえば、変数の数が 1, 2, 3 の二次形式はそれぞれ一元 (unary) 、二元 (binary) 、三元 (ternary) 二次形式と呼ばれ、具体的にはそれぞれ
一元二次形式{\displaystyle q(x)=ax^{2}}
二元二次形式{\displaystyle q(x,y)=ax^{2}+bxy+cy^{2}}
三元二次形式{\displaystyle q(x,y,z)=ax^{2}+by^{2}+cz^{2}+dxy+exz+fyz}
という形をしている。ここで、a から f まではこの二次形式の係数である。一般の二次函数 ax2 + bx + c は斉次形でないため、二次形式の例とはならないことに注意。
二次形式論およびその研究手法は（実数、複素数、有理数、整数などといった）二次形式の係数のもつ性質に大きく依存する。線型代数学や解析幾何学および二次形式の応用の大部分では係数は実または複素数である。二次形式の代数的理論においてはその係数はなんらかの体であり、二次形式の算術理論においては係数はある種の可換環である（有理整数環 Z や p-進整数環 Zp がよく用いられる）。二元二次形式は数論において広く研究されており、とくに二次体の理論、連分数、モジュラー形式論などに現れる。n-変数の整係数二次形式は代数的位相幾何学に重要な応用を持つ。
斉次座標を用いれば、0 でない (n + 1)-元二次形式は n-次元射影空間内の (n − 1)-次元二次曲面を定める。これは射影幾何学の基本的構成である。この方法で、三元実二次形式を円錐曲線として視覚化することができる。
二次形式に深く関係した、より幾何学的な色合いの濃い概念に、二次空間 (quadratic space) がある。これは、体 k 上のベクトル空間 V と V 上の二次形式 q: V → k の組 (V, q) である。二次空間の例としては、三次元ユークリッド空間 E3 に（各点 (x, y, z) と原点との間の）通常の距離（ユークリッドノルム）の平方
{\displaystyle {\begin{aligned}q(x,y,z)&=d{\bigl (}(x,y,z),(0,0,0){\bigr )}^{2}\\&={\bigl \Vert }(x,y,z){\bigr \Vert }^{2}\\&=x^{2}+y^{2}+z^{2}\end{aligned}}}
を合わせたものが挙げられる。逆に二次空間に付随する二次形式は、その空間に計量を与えるものと理解される。

## 歴史
特定の二次形式の研究（特に、与えられた整数が整係数二次形式の値として得られるかといったような問題）は何世紀も遡れるものである。そういったものの一つに「どのような整数が整数 x, y の平方和 x2 + y2 の形に表されるか」というフェルマーの二平方和定理がある。この問題は、ピタゴラス数を求める問題に関係しており、こちらは紀元前2千年紀には既に存在していた問題である。
628年にインドの数学者ブラーマグプタの著した『ブラーマ・スプタ・シッダーンタ』には、その他の多くの問題とともに、x2 − ny2 = c の形の方程式の研究が含まれている。ブラーマグプタは特に、今日ではペル方程式と呼ばれる x2 − ny2 = 1 の形の方程式を考え、多くの解法を得ている。ヨーロッパでは、この問題にブラウンカー、 オイラー、ラグランジュらが取り組んだ。
1801年にガウスの著した『算術研究』では、整係数二元二次形式についての完全な理論の解説にかなりの紙面が割かれていた。その後、概念は一般化され、二次体やモジュラー群などと結び付けられて、数学のさまざまな分野を通してより深い解明がなされた。

## 実二次形式
任意の n-次実対称行列 A に対して、n-元二次形式 qA が
{\displaystyle q_{A}(x_{1},\dotsc ,x_{n})=\sum _{i,j=1}^{n}a_{ij}{x_{i}}{x_{j}}}
によって与えられる。逆に、n-元二次形式が与えられたとき、その係数を並べて n-次の対称行列が得られる。二次形式論における最も重要な問いは、変数の斉次線型変換によって二次形式 q がどの程度まで簡約できるかということである。ヤコビによる基本定理は任意の二次形式 q が対角線形式 (diagonal form)
{\displaystyle \lambda _{1}{{\tilde {x}}_{1}}^{2}+\lambda _{2}{{\tilde {x}}_{2}}^{2}+\dotsb +\lambda _{n}{{\tilde {x}}_{n}}^{2}}
に直せることを注意している。ゆえに対応する対称行列は対角行列であり、これは直交行列による変数変換で実現できる。この場合、係数 λ1, λ2, …, λn は実は番号の並べ替えの違いを除いて一意に決まる。変数変換が（必ずしも直交でない）正則行列によって与えられるならば係数  λi を 0, 1, −1 の何れかにすることができる。シルベスターの慣性法則 によれば 1 および −1 の数は（どんな対角化によっても変わらないという意味で）二次形式の不変量である（1 の数を p, −1 の数を q とするとき、組 (p, q) を二次形式の符号数 (signature) という）。
すべての λi が同じ符号を持つ場合は特に重要で、すべて 1 となるとき二次形式は正定値 (positive definite) であるといい、すべて −1 のとき負定値 (negative definite) であるという。λi が 1 も −1 も含むとき、不定値であるという。また、0 となる項が存在しないとき、二次形式は非退化 (nondegenerate) であるといい、これには正定値、負定値、不定値の場合が含まれうる。あるいは同じことだが、非退化二次形式とはその付随する対称双線型形式が非退化であるものをいう。符号数 (p, q) をもつ不定値で非退化な二次形式をもつ実ベクトル空間は、しばしば Rp,q と表され、特に物理学における時空の理論などで用いられる（ミンコフスキー空間の項などを参照せよ）。
以下、これらの結果を異なるやり方で再定式化しよう。
q を n-次元実ベクトル空間上で定義される二次形式とする。V の基底をえらび、A をその基底に関する二次形式 q の係数行列とする。これは x を与えられた基底に関してベクトル v を座標表示した列ベクトルとすれば A が
{\displaystyle q(v)={}^{t\!}xAx}
を満たす対称行列であるという意味である。基底変換を行えば、列ベクトル x には左から n-次正則行列 S が掛かり、対称行列 A は別の対称行列 B に
{\displaystyle A\to B=SA{}^{t\!}S}
に従って変換される。任意の対称行列 A は、適当な直交行列 S を選ぶことにより、対角行列
{\displaystyle B={\begin{pmatrix}\lambda _{1}&0&\cdots &0\\0&\lambda _{2}&\cdots &0\\\vdots &\vdots &\ddots &0\\0&0&\cdots &\lambda _{n}\end{pmatrix}}}
に変換することができる。このとき B の対角成分は一意に決まるというのがヤコビの定理である。S として任意の正則行列をとることを許せば、B の対角成分はさらに 0, 1, −1 の何れかにすることができて、対角成分の 1 の個数 n+, 0 の個数 n0, −1 の数 n− のは A のみに依存して決まる。これはシルベスターの慣性法則の定式化の一つであり、n+ および n− はそれぞれ正および負の慣性指数 (indices of inertia) と呼ばれる。ここでの定義は基底の選び方および対応する実対称行列 A のとり方に依存する形で述べたが、シルベスターの慣性法則は（それらのとり方に依存せず）これらの指数が二次形式 q の不変量であることを述べるものである。
二次形式 q が正定値（あるいは負定値）となるのは 0 でない任意のベクトル v に対して q(v) > 0（あるいは q(v) < 0）を満たすつまり、正の定符号（あるいは負の定符号）を持つときにいう。。 q(v) の値が正にも負にもなるとき、q は不定値二次形式であるという。ヤコビの定理やシルベスターの定理で示されることは、n-変数の任意の正定値二次形式が適当な正則線型変換によって n-個の平方数の和に書けるということである。幾何学的に言えば、任意の次元において正定値実二次形式がただ「ひとつ」存在し、その等距変換群はコンパクトな直交群 O(n) となる。これは不定値二次形式の場合とは対照的で、たとえば不定値二次形式に対応する不定値直交群 O(p, q) は非コンパクトである。さらに言えば、Q および −Q の等距変換群は（O(p, q) ≈ O(q, p) なる意味で）同じであるが、付随するクリフォード代数は（したがってピン群も）異なる。

## 一般の二次形式の定義
体 K 上の n-元二次形式とは、K に係数を持つ n-変数の斉二次多項式
{\displaystyle q(x_{1},\dotsc ,x_{n})=\sum _{i,j=1}^{n}a_{ij}{x_{i}}{x_{j}}\quad (a_{ij}\in K)}
のことをいう。x を成分が x1, …, xn で与えられる列ベクトルとし、A = (aij) を q の係数を成分とする K 上のn-次正方行列とすれば、二次形式 q は
{\displaystyle q(x)={}^{t\!}xAx}
と行列を用いた形に書くことができる（係数行列 A は必ずしも対称でなくともよい）。体 K 上のふたつの n-元二次形式 φ, ψ が互いに同値 (equivalent) であるとは、正則線型変換 T ∈ GLn(K) で
{\displaystyle \psi (x)=\varphi (Tx)}
を満たすようなものが存在するときに言う。
ここでは、K の標数は 2 ではないものと仮定する（標数 2 の体上の二次形式論はそうでない体と比べて重大な差異があり、多くの定義や定理を書き直す必要が生じる）。
二次形式 q の係数行列 A を対称行列 (1/2)(A + tA) に置き換えても、q は不変である。ゆえに初めから A は対称であると仮定して考えてよい。さらにこのとき、対称行列 A は対応する二次形式によって一意的に定まる。同値変換 T をもつ二次形式 φ, ψ に対して、φ に付随する対称行列 A と ψ に付随する対称行列 B との間には
{\displaystyle B={}^{t\!}TAT}
なる関係が成立する。二次形式 q に付随する双線型形式 (associated bilinear form) は
{\displaystyle b_{q}(x,y)={\frac {1}{2}}{\bigl (}q(x+y)-q(x)-q(y){\bigr )}={}^{t\!}xAy={}^{t\!}yAx}
で与えられる。すなわち、bq は係数行列 A を持つ K 上の対称双線型形式である。逆に、任意の対称双線型形式 b に対して二次形式 q が
{\displaystyle q(x)=b(x,x)}
と置くことによって定まる。これらの操作は互いに逆の関係にある。この帰結として、標数 2 でない体上では、対称双線型形式についての理論と二次形式についての理論は本質的に同じものであると見ることができる。

### 二次空間
K 上の n-変数二次形式 q は n-次元座標空間 Kn から K への写像
{\displaystyle Q(v)=q(v),\quad v={}^{t}(v_{1},\dotsc ,v_{n})\in K^{n}}
を定める。写像 Q は以下の性質を満たすという意味で二次写像 (quadratic map) である。
- {\displaystyle Q(av)=a^{2}Q(v)\quad {\text{ for all }}a\in K,~v\in V.}
- 次で定まる写像 BQ: V × V → K

は K 上の双線型形式である。 
K 上有限次元のベクトル空間 V と V から K への二次写像 Q の組 (V,Q) は二次空間 (quadratic space) と呼ばれ、BQ は Q に付随する双線型形式と呼ばれる。二次空間の概念は、二次形式の座標を用いない形での表現 (coordinate-free version) であると理解することができる。しばしば Q のことも二次形式と呼ぶ。
ふたつの n-次元二次空間 (V, Q), (V′, Q′) が互いに等距同型 (isometric) であるとは、正則線型変換 T: V → V′ で
{\displaystyle Q(v)=Q'(Tv)\quad {\text{ for all }}v\in V}
を満たすという意味で距離を保つものが存在するときに言う。K 上の n-次元二次形式の等距同型類は K 上の n-元二次形式の同値類に対応するものである。

### 諸定義
V のふたつの元 v, w が（双線型形式 B に関して）互いに直交するとは、B(v, w) = 0 となるときにいう。双線型形式 B の核は V の各元に対して直交するような元からなる。二次形式 Q が正則あるいは非特異 (non-singular) であるとは、付随する双線型形式の核が 0 に等しいときに言う。V の 0 でない元 v で Q(v) = 0 となるものが存在するとき、二次形式 Q は等方的 (isotropic) であるといい、そうでないときは非等方的 (anisotropic) であるという。この用語法は、二次空間のベクトルや部分空間についても用いる。二次空間 V の部分空間 U に対し、Q の U への制限が恒等的に 0 となるとき、U は完全特異 (totally singular) であるという。
正則二次形式 Q の直交群とは、V の線型自己同型で Q を保つようなもの全体からなる群（つまり、二次空間 (V, Q) からそれ自身への等距同型全体の成す群）のことをいう。

## 二次形式の同値性
標数が 2 でない体上 n-変数の任意の二次形式 q は対角線形式 (diagonal form)
{\displaystyle q(x)=a_{1}{x_{1}}^{2}+a_{2}{x_{2}}^{2}+\dotsb +a_{n}{x_{n}}^{2}}
に同値である。このような対角線形式はしばしば
{\displaystyle \langle a_{1},\dotsc ,a_{n}\rangle }
と書かれる。したがって、同値関係を除く全ての二次形式の類別は対角線形式の分類に帰着することができる。

## 整係数二次形式
有理整数環 Z 上の二次形式は整係数二次形式あるいは整二次形式 (integral quadratic forms) と呼ばれ、対応する加群は二次格子（あるいは単に格子ともいう）である。整係数二次形式は数論および位相空間論において重要である。
二次形式が（x2 + xy + y2 のように）整数係数をもつ、あるいは同じことだが、（Q や R といった）標数 0 の体上のベクトル空間 V における格子 Λ が与えられたとき、二次形式 Q が Λ に関して整であるための必要十分条件は、それが Λ 上整数値をとる（つまり、x, y ∈ Λ ならば Q(x, y) ∈ Z となる）ことである。
これは現代的な用語法に従ったものだが、歴史的な慣習では少し事情が異なる場合がある。以下に詳しく述べる。

### 歴史的な用法
歴史的な事情で、整係数二次形式の概念について、互いに異なる複数の流儀が存在する。
2付き (twos in)二次形式に付随する対称行列は常に整数係数となる。
2無し (twos out)二次形式の係数が任意の整数である（したがって付随する対称行列の成分は、対角成分を除いて半整数になる可能性がある）
この対立は、（多項式で表される）二次形式と（行列で表される）対称双線型形式のどちらを主と見るかという視点の違いによるものである。2無しの流儀はいまや慣習として認められており、また2付きの流儀はむしろ、整係数対称双線型形式（あるいは整係数対称行列）についての理論であると考えられている。
2付きの二元二次形式は ax2 + 2bxy + cy2 の形であり、対称行列
{\displaystyle {\begin{pmatrix}a&b\\b&c\end{pmatrix}}}
によって表される。この規約はガウスが著書『算術研究』で用いたものである。
2無しの二元二次形式は ax2 + bxy + cy2 の形であり、対称行列
{\displaystyle {\begin{pmatrix}a&b/2\\b/2&c\end{pmatrix}}}
で表される。いくつかの観点からは、「2無し」の流儀のほうが標準規約として適当であると考えられる。そういった観点として
- （複雑さを生み出す「局所的」な原因となる）標数 2 の世界の二次形式についてよりよい理解が得られる。
- 格子として見た二次形式の算術を研究した1950年代の数学者たちが一般に2無しの流儀であった。
- 位相空間論における交叉理論に対する整係数二次形式の理論では実際に2無しのものが必要である。
- リー群や代数群としての側面

などを挙げることができる。

### 普遍二次形式
すべての正の整数を表すことのできる二次形式は普遍 (universal) であるという。ラグランジュの四平方和定理によれば w2 + x2 + y2 + z2 は普遍である。ラマヌジャンはこれを一般化して、 aw2 + bx2 + cy2 + dz2 の形の二次形式が普遍となるような係数の組 {a, b, c, d} を54個見つけている。具体的には、
{1,1,1,d};  d = 1から7 の7個
{1,1,2,d};  d = 2から14 の13個
{1,1,3,d};  d = 3から6 の4個
{1,2,2,d};  d = 2から7 の6個
{1,2,3,d};  d = 3から10 の8個
{1,2,4,d};  d = 4から14 の11個
{1,2,5,d};  d = 6から10 の5個
の計54個である。ただ一つの例外を除く全ての正の整数を表す二次形式も存在する（たとえば係数 {1, 2, 5, 5} に対応する二次形式は 15 以外の全ての正の整数を表す）。最近では15・290定理によって普遍二次形式が完全に特徴付けられた。これは「係数が全て整数である二次形式が普遍であるための必要十分条件は 290 以下の全ての整数を表すことである」および「整行列をもつ二次形式が普遍であるための必要十分条件は 15 以下の全ての整数を表すことである」という内容である。